# Petefészekrák
A petefészekrák vagy ováriumkarcinóma (latinul: carcinoma ovarii) a petefészek (ovarium) valamelyik részéből kiinduló rosszindulatú rákos burjánzás. Többek között azért is veszélyes betegség, mert gyakran túl későn ismerik fel. A petefészekrákban szenvedő nők nem mindegyikénél jelentkeznek tünetek, amelyek közül a jellegzetesek – a haspuffadás, medencei fájdalom, étkezési zavarok és a gyakori vizeletürítés – könnyen összetéveszthetők más betegségek tüneteivel.
A petefészekrák a második leggyakoribb nőgyógyászati rák,
amely elérte – a kedvezőnek nem tekinthető – 47%-os túlélési arányt az 1970-es évek végének 38%-áról. Ez idő alatt a különböző rákok összesített ötéves túlélési aránya sokkal jelentősebben javult, általánosságban 68%-ra – ami a 2001-ben diagnosztizált esetek aránya – az 1970-es évek 50%-áról.
Megközelítőleg a nők 5–10%-át műtötték életük során valamilyen ovariális szövetszaporulat miatt, amelyek jelentős részben jóindulatúak (benignus) voltak. A legtöbb (>90%) petefészekrákot a hámszövet eredetűek közé sorolják, de vannak arra utaló bizonyítékok is, amelyek szerint a méhkürt (tuba uterina) szintén kiindulója lehet bizonyos petefészekrákoknak. Mivel az ovariumok és a méhkürtök nagyon szoros kapcsolatban állnak egymással, feltételezik, hogy a méhkürtök sejtjeinek elfajulásai utánozhatják a petefészekrákot. Más típusok a petesejtekből indulnak ki (csírasejtdaganatok), vagy a kötőszöveti sejtekből a gonádlécek/redők (plica gonadalis) támasztósejtjeiből.

## Statisztika
2010-ben az Amerikai Egyesült Államokban – becslések szerint – 21 800 új esetet diagnosztizáltak, és 13 850 nő halt meg petefészekrákban. A kockázat az életkorral nő, míg a terhességek számával csökken. Az életkori kockázat 1,6% körül van, de azoknál a nőknél, akiknél elsőfokú rokonokat érintett a betegség, ez 5,0%-os. Azoknál a nőknél, akiknél a BRCA1 gén vagy a BRCA2 gén mutációja volt kimutatható, a kockázat 25% és 50% között volt, a mutáció jellegétől függően.
A petefészekrák a gyakoriságában a második helyen van a nőknél (mintegy 1/70-ed részüket érinti, és a vezető helyen áll a nőgyógyászati rákok okozta halálozásban, ráadásul a leginkább halálos kimenetelű: a nők 1%-a ebben hal meg). Az ötödik helyen áll nőkben az összes rákos halálokok között. 2008-ban – becslések szerint – 15 000 nő halálát okozta. Ezek a mutatók a fejlett országokban a magasabbak. 2004 és 2008 között a petefészekrák diagnózisok a 63 éveseknél érték el a életkor szerinti gyakorisági eloszlás medián értékét.
Hazánkban a helyzet kedvezőtlen. Az Egészségügyi Világszervezet (WHO) egy 2011 év eleji jelentése szerint Európában Magyarországon a legrosszabb a rákbetegség miatti halálozási arány. Ezek közül a női nemi szervek rákja 3300-3500 esetben (12%) volt a halál oka, az emlőrákokat nem számítva. Ebből 600-700 volt petefészekrák.
A méhnyakrákok 50%-a, míg a petefészekrákok csak mintegy 25%-a kerül korai, azaz gyógyítható stádiumban felismerésre. (Megjegyzendő, hogy a különböző forrásokból nyerhető adatok eltérőek.)
| Életkor            | Előfordulási gyakoriság |
| ------------------ | ----------------------- |
| 20 év alatt        | ~1,2%                   |
| 20 és 34 év között | 3,5%                    |
| 35 és 44 év között | 7,3%                    |
| 45 és 54 év között | 19,1%                   |
| 55 és 64 év között | 23,1%                   |
| 65 és 74 év között | 19,7%                   |
| 75 és 84 év között | 18,2%                   |
| 85 év felett       | 8,0%                    |
| Összesen           | 100%                    |

A 10 éves túlélési idő az IA stádium 84,1%-ától a IIIC stádium 10,4%-áig változott (romlott).

## Jelek és tünetek

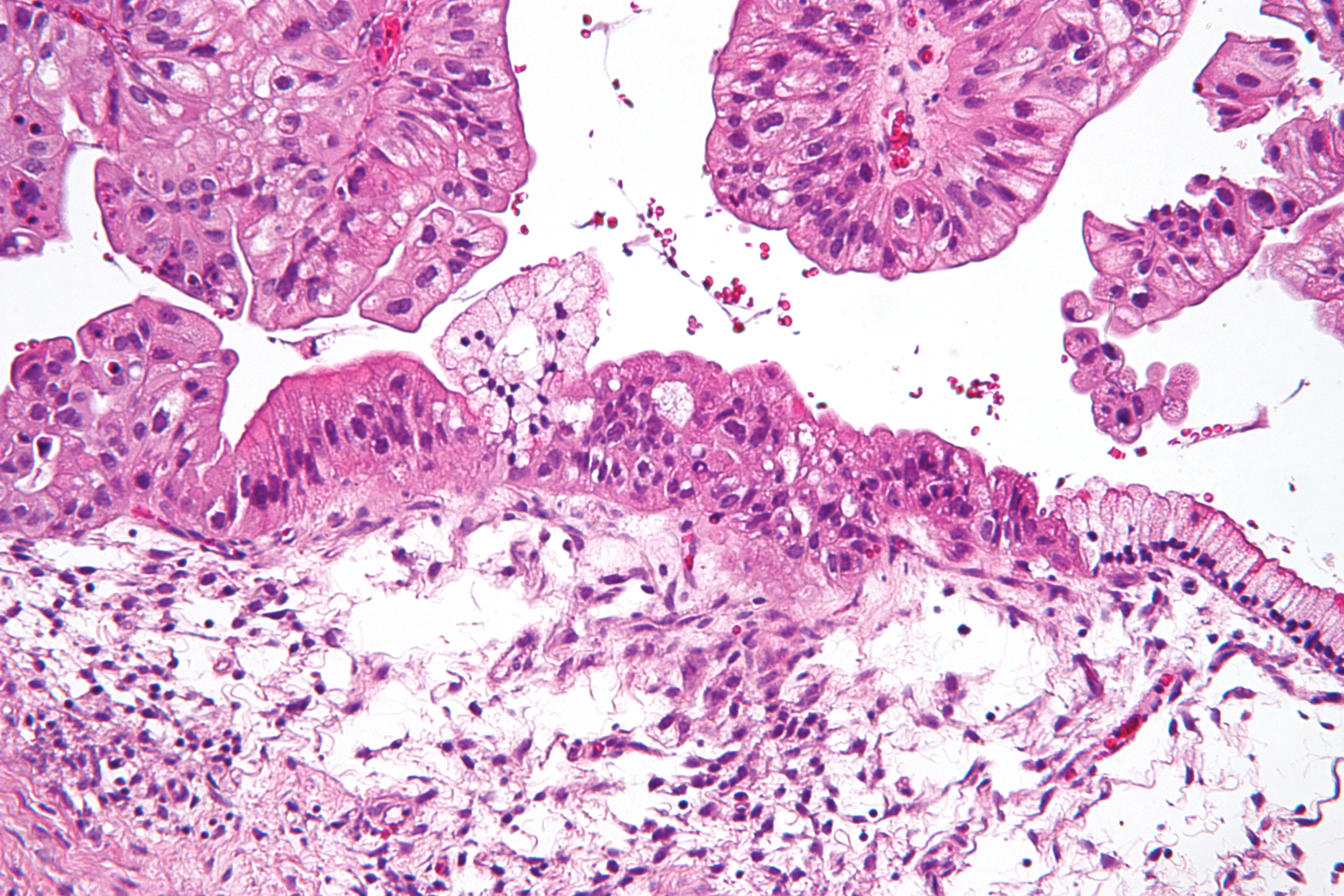
Egy kevéssé rosszindulatú nyákos petefészektumor szövettani képe (H&E) festés

A petefészekrák korai jelei és tünetei gyakran hiányoznak, de amennyiben meg is vannak, nagyon enyhék és jellegtelenek lehetnek.
A legtöbb esetben ezek a tünetek több hónapon keresztül fennállnak, mielőtt felismernék és diagnosztizálnák az okokat. A petefészekrákban megbetegedett nők egy vagy több tünetet jeleznek, mint például hasüregi fájdalmat vagy diszkomfort (kellemetlen) érzést, hasüregi szövetszaporulatot, haspuffadást, hirtelen vizelési kényszert, hátfájást, fáradékonyságot és más nem specifikus tüneteket, de jellemzőbb tüneteket is, mint a kismedencei fájdalmat, rendellenes hüvelyi vérzést, vagy nem indokolt fogyást. A hasüregben folyadék (ascites) szaporodhat fel. Egy előre tervezett (prospektív) esetvizsgálatban 1709 nőn, akik rendszeresen látogatták a járóbeteg-rendelést, azt találták, hogy haspuffadás, megnövekedett hastérfogat és vizelettel kapcsolatos panaszok voltak jelen azok 43%-ánál, akiknél petefészekrák volt jelen, de ezeknek csak 8%-a jelentkezett az elsődleges ellátást biztosító klinikákon. Két előre tervezett esettanulmányról számoltak be. Az elsőben azt találták, hogy a petefészekrákban szenvedők tünetei a megnövekedett hastérfogat, a puffadás, a sürgős vizelési inger és a medencei fájdalom. A második, kisebb vizsgálatban azt állapították meg, hogy a petefészekrákos nők tünetei a megnövekedett hastérfogat/puffadás és evési nehézség/teltségérzet. Ebben a második vizsgálatban meghatároztak egy tünetlistát, amelyet kritikusnak ítéltek, legalábbis abból hatot, amelyek „több mint tizenkét esetben jelentek meg havonta, de kevesebb mint egy évig jelentkeztek”.

## Okok
Az esetek többségében a petefészekrák pontos oka ismeretlen marad. Úgy látszik, hogy a petefészekrák kifejlődésére sok tényező hat (multifaktoriális betegség). Az idősebb nőknél és azoknál, akiknek első vagy másodfokú rokona érintett a betegségben, a kockázati tényező magasabb. A petefészekrák örökletes formáit okozhatják specifikus gének mutációi (nevezetesen a BRCA1 és a BRCA2, de okozhatják az örökletes nem-polipózus vastag- és végbélrák (colorectalis rák) génjei is.
A meddő nők, valamint azok, akik az endometriózisnak nevezett kórképben szenvednek, azok, akiknek sohasem volt terhessége és akik postmenstruális tüszőhormon (ösztrogén) pótló kezelést kaptak, ugyancsak fokozott kockázati tényezővel bírnak. A kombinált orális fogamzásgátló tabletták szedése viszont védő hatású. Minél több a nő gyermekeinek száma, annál inkább csökken nála a petefészekrák kockázata. Az első terhesség koraisága, az utolsó terhesség életkorának kitolódása és az alacsony dózisú hormonális fogamzásgátló tabletták szintén védő hatásúnak bizonyultak. A kockázati tényező azoknál a nőknél is csökken, akiknek a Fallop-kürtjét (méhkürtjét) (tuba uterina) lekötéssel sebészetileg elzárták.
489 magas fokozatú, súlyos, mirigysejt eredetű petefészekráknál (adenocarcinoma) azt találták, hogy 96%-ukban a p53 gén mutált. Más, elég általánosan előforduló mutált gének voltak az NF1, BRCA1, 3RB1 és a cyclin-dependens kináz 12 (CDK12).

### Hormonok
Az orális fogamzásgátlók használata és a petefészekrák közötti összefüggést 45 csoporton végzett, kontrollcsoportokkal összehasonlított és előre megtervezett vizsgálatok összegzéseként mutatták ki. A vizsgálatok összesítése szerint az orális fogamzásgátlók védő hatásúak a petefészekrákokkal szemben. Azoknál a nőknél, akik tíz éven keresztül használtak orális fogamzásgátlókat, mintegy 60%-kal csökkent a petefészekrák kockázata (a kockázati arány és a statisztikai szignifikancia megbízhatóságának széles intervalluma a nagy mintán végzett vizsgálat miatt nem meglepő). Ez azt jelenti, hogy ha 250 nő tíz éven keresztül orális fogamzásgátlót szedett, egy petefészekrák megelőzésre kerülhetett. Ez volt mindeddig a legkiterjedtebb epidemiológiai vizsgálat a petefészekrák esetében (a 45 vizsgálat 20 000 petefészekrákban szenvedő és mintegy 80 000 kontroll egyénre terjedt ki). A petefészkek petesejteket tartalmaznak és hormonokat választanak ki, amelyek a reproduktív ciklust (menstruációs ciklus) szabályozzák. A petefészkek és a petevezetékek műtéti eltávolítása erősen csökkenti a vérben keringő tüszőhormon és sárgatest hormon szintjét. Ez leállíthatja vagy lassíthatja az emlőrák- és petefészekrákok fejlődését, amelyeknek szükségük van ezekre a hormonokra. A fogamzást elősegítő gyógyszerek alkalmazásával való kapcsolat, mint például a Clomid (klomifen-citrát) adagolásával, az eredmények ellentmondásosak voltak. Egy 1991-ben végzett elemzés felvetette azt a lehetőséget, hogy az ilyen gyógyszerek növelhetik a petefészekrák kockázatát. Számos követéses és kontrollcsoportos vizsgálatot végeztek azóta anélkül, hogy következetes bizonyítékot találtak volna erre az összefüggésre. Ez mindenesetre egy komplex téma marad, mivel a meddő populáció nem tekinthető azonosnak a termékeny populációval.

### Genetika

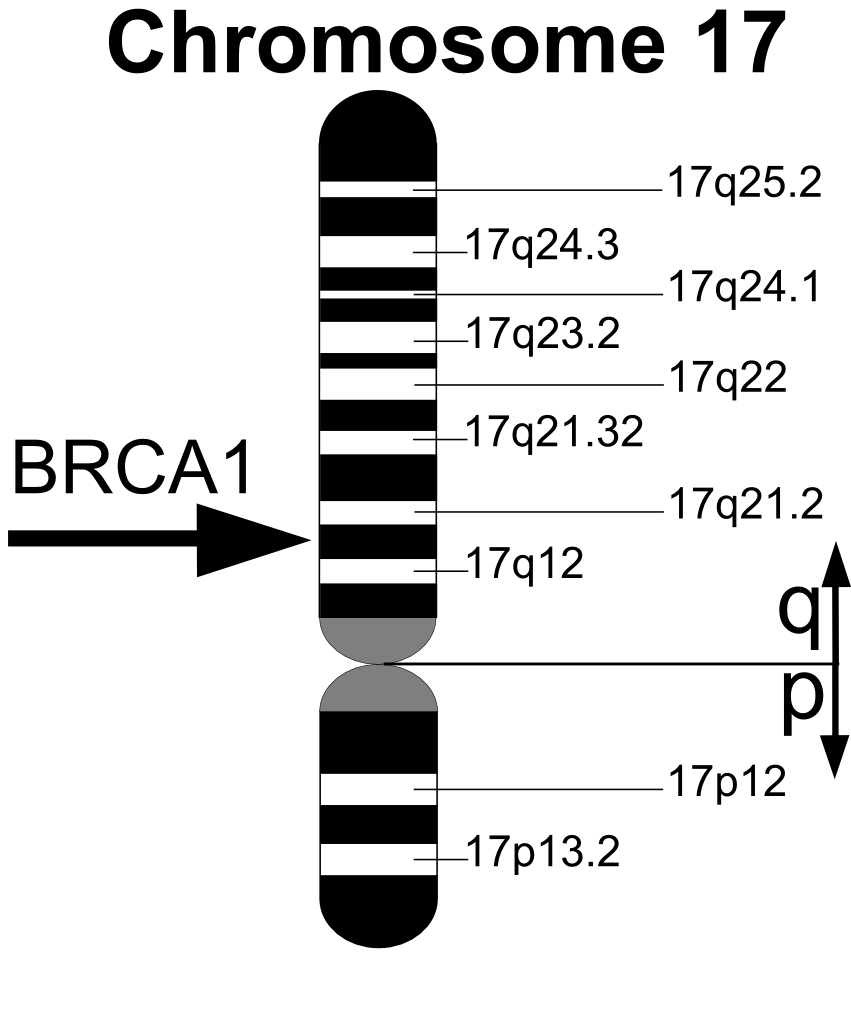
A BRCA1 gén helyzete a 17-es kromoszómán

Az örökletes mellrák kialakulásában szereplő gének megközelítő aránya:
- BRCA1 mutációk (28%)
- BRCA2 mutációk (19%)
- Az összes többi ismert gén (8%)
- Ismeretlen gének vagy többszörös gének (45%)

Nagyon komoly bizonyítékok vannak arra nézve, hogy a nők egy részénél a genetikai tényezők fontosak. Bizonyos BRCA mutációk hordozói jelentős kockázattal rendelkeznek. A BRCA1 és a BRCA2 gének mintegy 5–13%-ban szerepelnek a petefészekrákokban, és bizonyos populációkban (például az askenázi zsidó nőknél) nagyobb a kockázata mind a mellráknak, mind a petefészekráknak, és gyakrabban jelentkezik korábbi életkorban, mint a populáció egészében. Azoknál a pácienseknél, akiknél előzetes emlőrák kórtörténet van, vagy az emlő/petefészekrák halmozott családi előfordulása áll fenn, különösen ha a diagnózis fiatalkorból származik, nagyobb rizikófaktorral rendelkezőknek tekintendők, és szükséges, hogy a karcinóma génre nézve kivizsgálásra kerüljenek. Az Egyesült Államokból származó adatok szerint a mellrákban, illetve petefészekrákban szenvedő betegek 10–20%-ának első- vagy másodfokú rokona is érintett e betegségek egyikében. Bármelyik nagy hajlamosító gén mutációja – a mellrák 1-es hajlamosító gén (BRCA1) és a 2-es hajlamosító gén (BRCA2) – életkor rövidülési kockázatot jelent a mellrák esetében 60–85%-ban, a petefészekrák esetében 15–40%-ban. Ugyanakkor ezeknek a géneknek a mutációja a mellrákoknak csak 2–3%-ában játszik szerepet.
A méhrákra, vastagbélrákra és más gyomor-bélrendszeri rákra vonatkozó halmozott családi előzmények azt jelenthetik, hogy örökletes nem-polipózus vastag- és végbélrák (HNPCC, másként Lynch-szindrómaként ismert) tünetcsoport van jelen, amely a petefészekrák magasabb kockázatával jár. A petefészekrákra magas kockázattal bíró páciensek esetében megfontolható a profilaktikus, azaz preventív (megelőző jellegű) kétoldali, sebészeti petefészek-eltávolítás a gyermekszülésre alkalmas évek elmúltával. A megelőző petefészek-eltávolítás jelentősen csökkenti mind az emlőrák, mind a petefészekrák kifejlődését a magas fokú kockázattal bíró csoportoknál. Azoknál a nőknél, akiknél a BRCA gének mutációja mutatható ki, általában a méhkürtöt is eltávolítják (salpingo-oophorectomia), tekintettel arra, hogy a méhkürtből kiinduló daganatokra nézve is magasabb a kockázati tényezőjük.
Egy örökletes mell- és petefészekrák szindrómára (HBOC) vonatkozó vizsgálatban azt találták, hogy a szindróma a normálnál magasabb gyakorisággal eredményez mellrákot és petefészekrákot az örökletesen rokon családokban (akár csak egy családtag szenvedett mindkettőben, vagy pedig a család több tagja a kórképek egyikében). Az örökletes tényező jelenléte bizonyítható, vagy gyanítható a mell- és petefészekrákok családi előfordulása alapján.

### Alkohol
Az alkoholfogyasztás – úgy tűnik – nem befolyásolja a petefészekrák kialakulását. 
Azonban vannak ellentmondások. Később a petefészekrákkal kapcsolatban is jelent meg olyan információ, hogy az alkoholfogyasztás mérséklése feltehetően jót tesz, a HáziPatika.com nevű hiteles egészségügyi oldalon. Az alkohol egyébként is rákkeltő a WHO (Egészségügyi Világszervezet) szerint.

### Egyebek
Egy svédországi vizsgálatban, amelyben több mint 61 000 nőt követtek figyelemmel 13 évig, szignifikáns összefüggést találtak a tejfogyasztás és a petefészekrák között. A BBC szerint a vizsgálatok azt mutatták, hogy a tejfogyasztásnak van a legszorosabb összefüggése a petefészekrákkal, mivel azok a nők, akik napi két pohárnak megfelelő, vagy annál több tejet fogyasztottak, kétszeres kockázattal bírtak azokkal szemben, akik egyáltalán nem, vagy csak kis mennyiségben fogyasztottak tejet. Az újabb vizsgálatok szerint a fokozottabban napsütötte országokban élő nők petefészekrák kockázata kisebb, ami valamiképpen összefügg a magasabb D-vitamin szinttel. Más vizsgálatok szerint az olyan anyagok felhasználásával járó munkák, mint a talkum, vagy az azbeszt, vagy a gyermekkori fültőmirigy gyulladás (mumpsz) hatása ellentmondásos, és nem kerültek egyértelműen igazolásra. Ezen túlmenően ezek a kockázati tényezők bizonyos esetekben inkább a rákra hajlamos genetikai tulajdonságú egyéneknél jelentkeznek.

### Kockázati tényezők

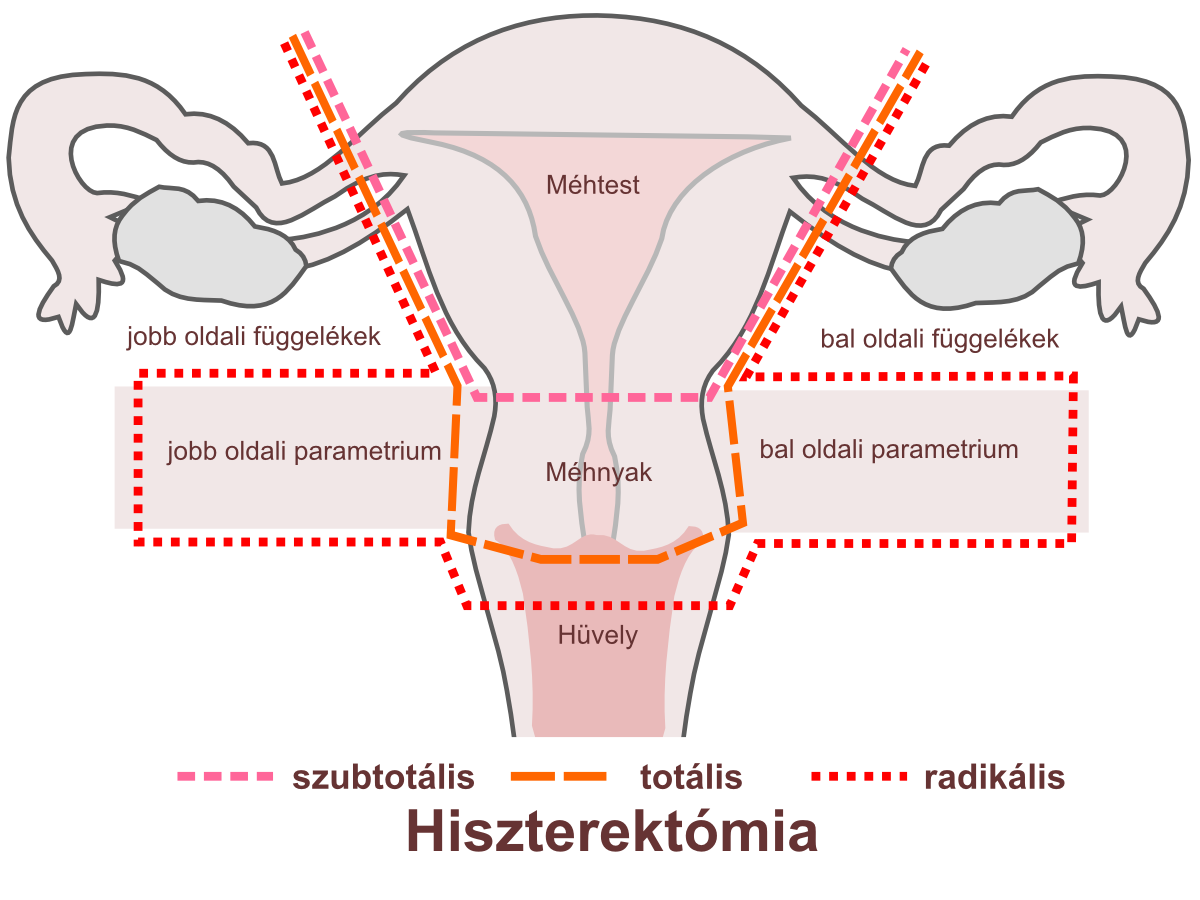
A hiszterektómia sémás képe

A gyermekes nők kevésbé vannak kitéve a petefészekráknak, mint a gyermektelenek. A szoptatás szintén csökkenti bizonyos petefészekrák típusok kockázatát. A petevezeték lekötése és a méh eltávolítása (hysterectomia) csökkenti a kockázatot, a kétoldali petevezeték és petefészek eltávolítása (bilaterális salpingo-oophorectomy) pedig drámaian csökkenti nem csupán a petefészekrák, de a mellrák kockázatát is. A petefészkek és a méh együttes eltávolítása egyharmadára csökkenti a petefészekrák kifejlődésének kockázatát, ugyanakkor nem növekszik a más típusú rákok, a szívbetegségek vagy a combnyaktörések kockázata, amint azt a "University of California" (Kaliforniai Egyetem) San Franciscói részlegéből publikálták az "Archives of Internal Medicine" című szakmai folyóítatban. A "Lancet" című folyóirat egy közleménye arra utal, hogy az örökletes petefészekrák kockázatát a méhkürt lekötése 72%-kal csökkenti a BRCA1 gént hordozó nőkben. Az orális fogamzásgátlók (születésszabályozó tabletták) öt vagy több éven át szedve 50%-kal csökkentik a veleszületett petefészekrák kockázatát az idősebb nőknél.

## Diagnózis

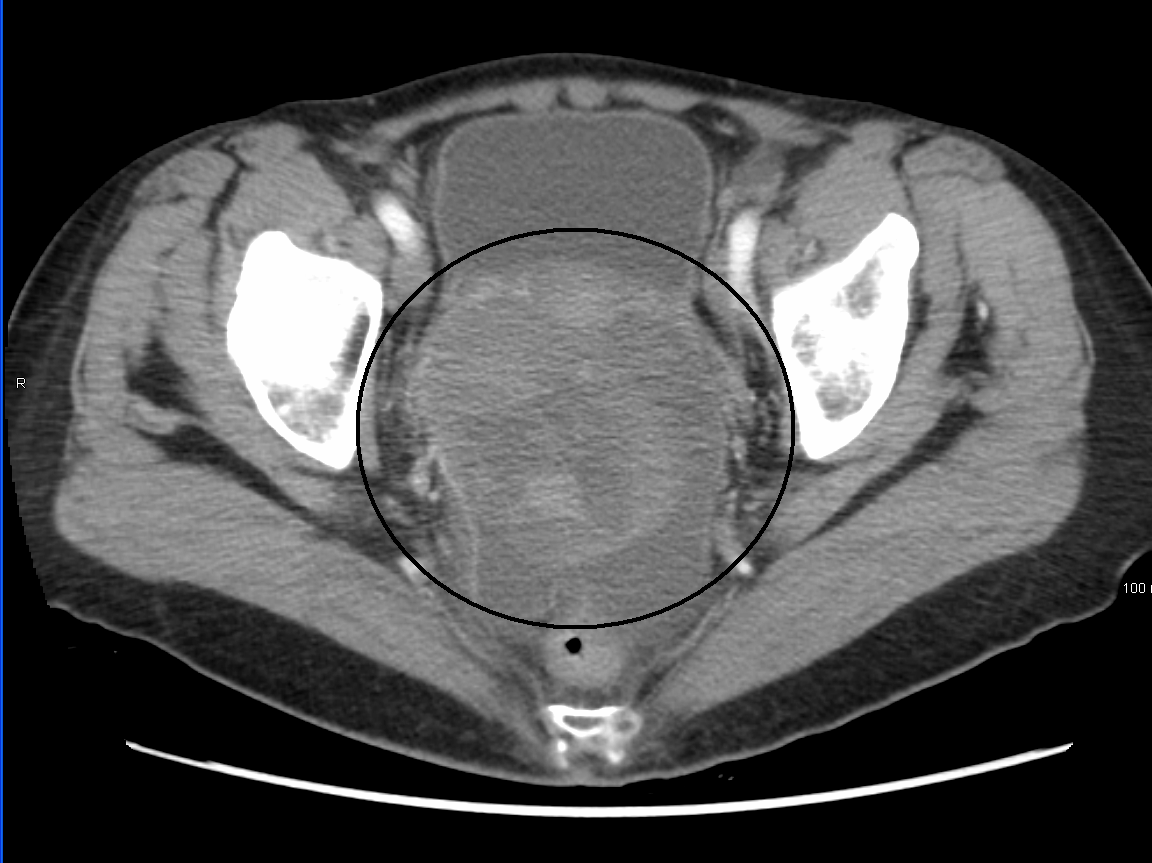
Egy igen nagy petefészekrák CT felvétele

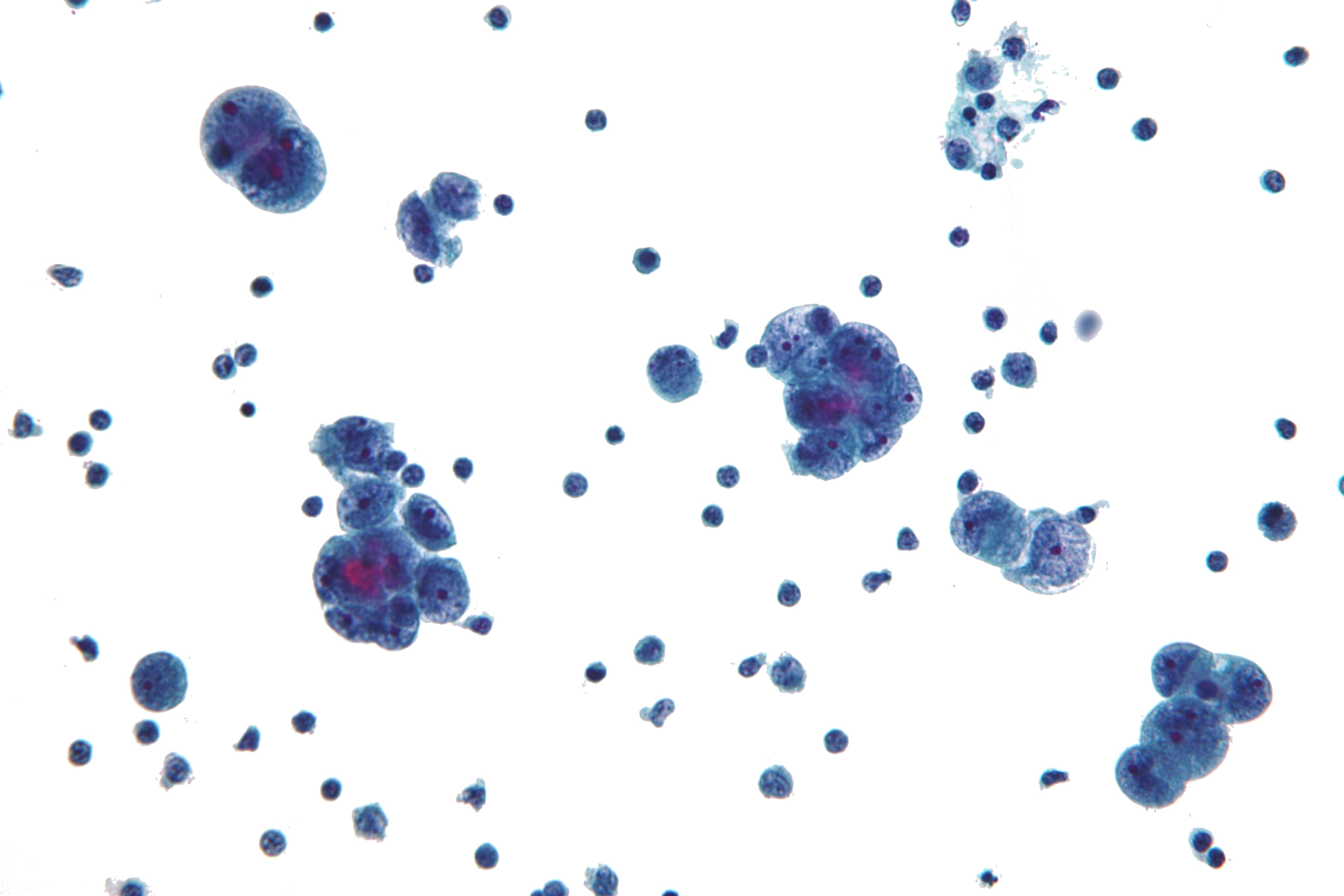
A petefeszekrák egyik típusának, a szerózus carcinómának fénymikroszkópos felvétele a peritoneális folyadékból kinyert sejteken diagnosztizálva

A petefészekrák diagnosztizálása fizikális vizsgálattal kezdődik (beleértve a kismedence vizsgálatát is), ezen kívül szükség van egy vérvizsgálatra (a CA–125-re, és esetenként más markerekre), egy hüvelyen keresztüli ultrahangra. A diagnózist meg kell erősíteni a hasüreg sebészeti megnyitásával történő megtekintésével és biopsziás anyagvétellel (mikroszkópos vizsgálatra alkalmas anyagminta kimetszésével), és keresni kell a rákos sejteket a hasüregi folyadékban. A petefészekrákot korai stádiumaiban (I/II) nehéz felismerni mindaddig, amíg tovább nem terjed a későbbi fokozatokig (III/IV). Ez amiatt van, hogy a tünetek többsége nem specifikus, így kicsi a diagnosztikus értékük.
A szérum BHCG (a vér human chorion gonadotropin hormon szintjét meg kell határozni minden olyan nőnél, akinél a terhesség lehetősége fennáll. Ezen túlmenően a szérum alfa-fetoprotein (AFP) és laktát-dehidrogenáz enzim (LDH) szint meghatározandó petefészektumor-gyanús fiatal és serdülőkorú lányokon, mivel minél fiatalabb a páciens, annál nagyobb a valószínűsége egy rosszindulatú csírasejt daganatnak.
Ha a rosszindulatú petefészek-daganat diagnosztikai valószínűsége fennáll, bizonyos laboratóriumi vizsgálatok elvégzése szükséges. A teljes vérkép és a szérum elektrolit vizsgálat minden páciensnél elvégzendő. A CA–125 elnevezésű marker vérvizsgálata hasznos az elkülönítő diagnózishoz és a betegség követéséhez, de önmagában nem eléggé hatékony módszer a petefészekrák korai stádiumainak követéséhez, mert ehhez nem elegendő az érzékenysége és a specifikussága.
Az új teszt, amit az FDA "US Food and Drug Administration (Az Amerikai Egyesült Államok Élelmiszer- és Gyógyszerfogyasztást Ellenőrző Kollégiuma) 2011-ben hagyott jóvá, az OVA1 felülmúlja a petefészekrák észlelésében a CA–125 vértvizsgálattal kombinált klinikai értékelést. 2011 júniusában egy, az Obstetrics & Gynecology folyóiratban publikált cikkben leírták, hogy az OVA1 kombinálása egy preoperatív orvosi vizsgálattal biztosabban képes kimutatni egy nő petefészek-szövetszaporulatáról, hogy petefészekrákról vagy petefészekkel kapcsolatos rákról van-e szó, mint egy preoperatív orvosi vizsgálat önmagában.
Az OVA1 csak az olyan 18 évet betöltött nőknek javasolt, akit már műtétre kiválasztottak a kismedencei szövetburjánzásuk miatt. Nem szánják a petefészekrák szűrésére, vagy a petefészekrák végleges diagnózisának megállapítására. Az OVA1-et a Johns Hopkins Egyetem (Baltimore) kutatói fejlesztették ki.
A folyamatban lévő vizsgálatokban keresik annak a módját, hogyan kombinálhatók a tumor marker fehérjék a betegség más jelzőivel (például a radiológiai vagy más tünetekkel), hogy a pontosságot javítsák. Ennek a megközelítésnek az a nehézsége, hogy a petefészekrák egyenetlen előfordulási gyakorisága miatt még a nagy érzékenységű és fajlagosságú tesztek is számos fals pozitivitást eredményeznek (azaz olyan esetekben is sebészeti beavatkozásra kerülhet sor, amikor végül is a műtét során nem találnak rosszindulatú daganatot). A fehérje természetű jelzőanyagok felhasználása még korai szakaszában van, és további finomítást igényel. A fehérje természetű jelzőanyagok vizsgálatának jelenlegi helyzete viszont azt is jelzi, hogy a terápiás elvek az egyénre szabott eljárások felé tolódnak el.
A kismedencei vizsgálat és a képalkotó eljárások, beleértve a komputertomográfiás (CT) vizsgálatokat és a hüvelyen keresztüli ultrahangot, alapvető fontosságúak. A fizikális vizsgálatok kimutathatják a has körfogatának növekedését és/vagy az ascites (folyadék a hashártya üregében) jelenlétét. A medencei vizsgálat kimutathatja a petefészki vagy kismedencei szövetszaporulatot. A kismedencei vizsgálathoz hozzátartozik a végbélen és a hüvelyen keresztüli tapintás, amely a petefészkek jobb kitapintását teszi lehetővé. A nagyon fiatal páciensek esetében a mágneses magrezonancia képalkotás (MRI) vizsgálatot kell előnyben részesíteni a végbélen és hüvelyen keresztüli vizsgálatokkal szemben.
A petefészekrák biztos diagnózisához szükség van a hasüregbe való betekintésre. Ez történhet a hasüreg sebészeti feltárásával (laparatomia), vagy egy kis bemetszésen át egy erre alkalmas optikai műszer bevezetésével (laparoscopia). E vizsgálatok során a gyanús területekről szövetminták vehetők kórszövettani vizsgálatra. A hasüregi folyadékot szintén vizsgálni lehet rákos sejtek jelenlétére. Amennyiben rák van jelen, ezek az eljárások módot adnak a folyamat előrehaladottságának, a rosszindulatú daganat fokozatának (stádiumának) meghatározására is.

### Osztályozás

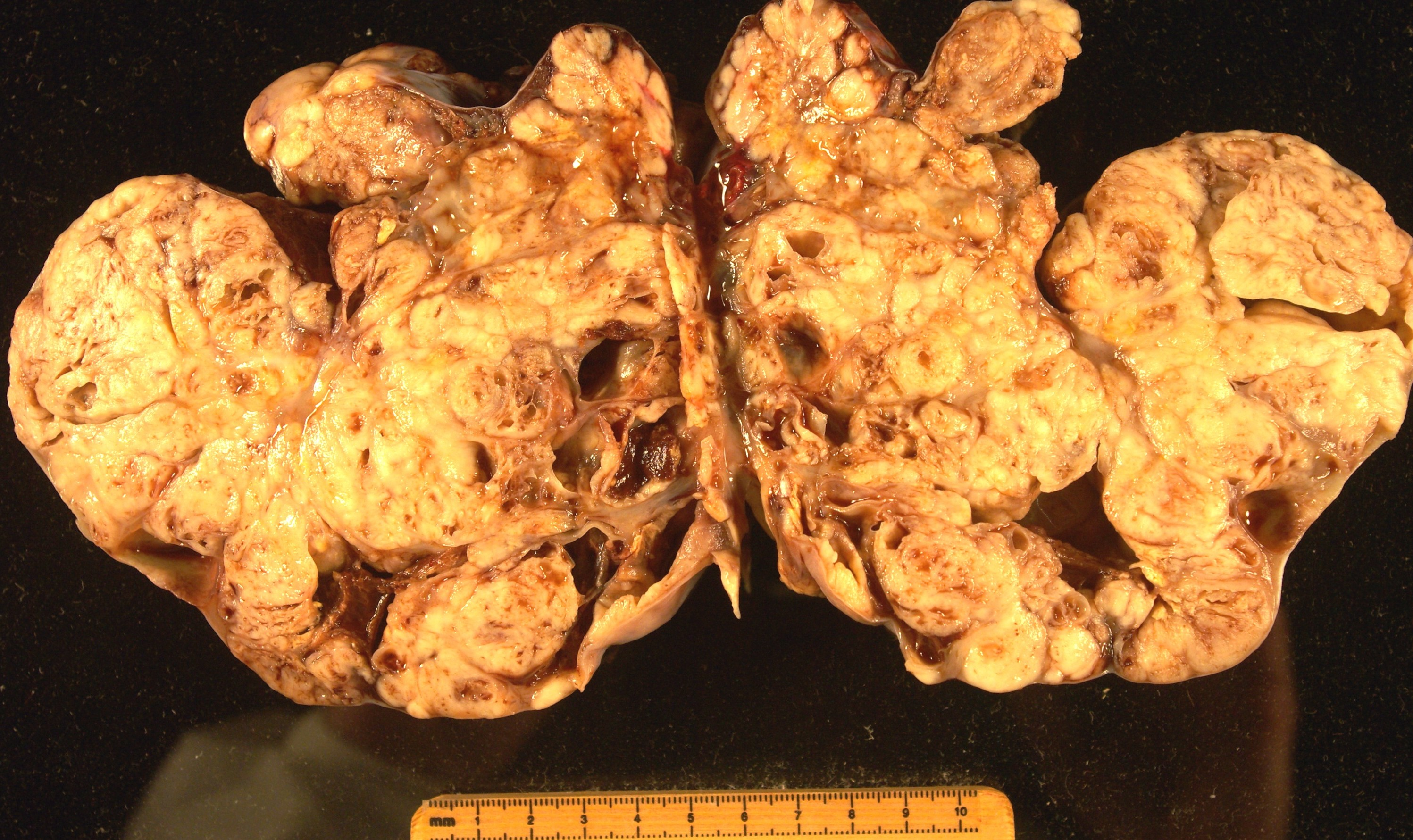
Egy petefészekrák kórbonctani készítményen

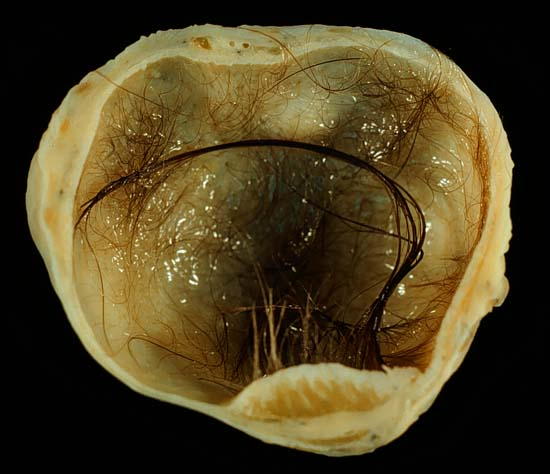
A petefészek egy jóindulatú daganata, amelyet egy császármetszés (sectio caesarea) során fedeztek fel. Ez egy 4 cm átmérőjű üreges cisztikus; (hólyagszerű) teratóma

A petefészektumorokat a daganat patológiailag megállapított szövettani szerkezete szerint osztályozzák. A szövettani lelet a klinikai eljárásnak, az általános kezelésnek és a kórjóslatnak (prognózis) számos elemét meghatározza.
- A felszíni hám-kötőszöveti ("epithelial-stromal") daganat, amely petefészek-hám rákként is ismert, a petefészekrákok leggyakoribb formája. Ebbe beletartozik a szerózus, az endometriális daganat és a nyákos, üreges daganat ("cisztadenokarcinóma").
- A nemi kötőszöveti gerenda/léc támasztósejtjeinek ("sex cord-stromal") daganatai, amelyekhez tartozik a granulosa sejtek és a férfiasság felé vezető Sertoli-Leydig sejt daganata, azaz arrhenoblastoma,[41] amely mintegy 8%-át okozza a petefészekrákoknak.[42]
- A csírasejt eredetű daganatok a petefészektumoroknak mintegy 30%-át teszik ki, de petefészekrákoknak csak kb. 5%-át, mivel a legtöbb csírasejt eredetű daganat teratóma, és a teratómák többsége jóindulatú. Az ivarsejt eredetű daganatok főleg a fiatal nőkben és lányokban hajlamosak megjelenni. A kórjóslat a csírasejt eredetű daganatoknál az adott tumor szövettani jellemzőitől függ, de általában kedvező.
- Vegyes/kevert daganatok azok, amelyek több mint egy elemét tartalmazzák a fentebb felsorolt daganatféleségeknek.

| A petefészekrákok megoszlása 20 évnél idősebb nőknél % | Kórszövettan                                                                             | 5 éves relativ túlélési arány RSR % |
| ------------------------------------------------------ | ---------------------------------------------------------------------------------------- | ----------------------------------- |
| 89,7                                                   | Felszíni hám-kötőszöveti váz tumor (adenocarcinóma)                                      | 54,4                                |
| 26,4                                                   | Papilláris szerózus cisztadenocarinóma                                                   | 21,0                                |
| 15,9                                                   | "Határeset" (borderline) adenocarcinóma (alábecsült b/c , ha az adatgyűjtés ideje rövid) | 98,2                                |
| 12,6                                                   | Egyébként nem specifikált adenocarcinóma                                                 | 18,3                                |
| 9,8                                                    | Endometrioid daganat                                                                     | 70,9                                |
| 5,8                                                    | Szerózus cisztadenocarcinóma                                                             | 44,2                                |
| 5,5                                                    | Szemölcsös daganat (papilloma)                                                           | 21,0                                |
| 4,2                                                    | Nyákos cisztadenocarcinóma                                                               | 77,7                                |
| 4,0                                                    | Világos-sejtes petefészekdaganat                                                         | 61,5                                |
| 3,4                                                    | Nyákos adenocarcinóma                                                                    | 49,1                                |
| 1,3                                                    | Cisztadenocarcinóma                                                                      | 50,7                                |
| 5,5                                                    | Carcinóma                                                                                | n. a.                               |
| 4,1                                                    | Egyébként nem specifikált karcinóma                                                      | 26,8                                |
| 1,1                                                    | Szex-léc vázi tumor                                                                      | 87,8                                |
| 0,3                                                    | Más, specifikált karcinómák                                                              | 37,3                                |
| 1,7                                                    | Müller-cső tumor                                                                         | 29,8                                |
| 1,5                                                    | Szaporítósejt tumor                                                                      | 91,0                                |
| 0,8                                                    | Teratóma                                                                                 | 89,1                                |
| 0,5                                                    | Diszgerminóma                                                                            | 96,8                                |
| 0,3                                                    | Más, specifikált                                                                         | 85,1                                |
| 0,6                                                    | Egyébként nem definiált                                                                  | 23,0                                |
| 0,5                                                    | Epidermoid (laphámsejtes) karcinóma)                                                     | 51,3                                |
| 0,2                                                    | Brenner daganat                                                                          | 67,9                                |
| 0,2                                                    | más specifikált                                                                          | 71,7                                |

A petefészekrák lehet másodlagos is, ha más szervekben, bárhol a testben képződött elsődleges daganatok áttételeként jön létre. A petefészekrákok 7%-a áttétel (metastasis) következménye, míg a többi elsődleges tumor (rák). A leggyakoribb elsődleges rákok a mellrák és a gyomor-béltraktus daganatai (általánosan tévesen értelmezik a Krukenberg-féle daganatot) valamely, a gyomor-béltraktus daganataiból származó áttétnek, holott ez csak akkor igaz, ha az áttét elsődleges gyomordaganatból származik. A felszíni hámból és a szerv kötőszövetes vázából kiinduló tumorok kiindulhatnak a hashártyából, amikor is a petefészekrák a hashártyadaganat következménye (azaz másodlagos), de a kezelés alapvetően azonos a petefészekrákból kiinduló, és a hashártyán terjedő daganatokkal.

### A petefészekrák stádiumai
A petefészekrák stádium (súlyossági, előrehaladottsági fokozat) szerinti osztályozása a FIGO „International Federation of Gynecology and Obstetrics” (Nemzetközi Nőgyógyászati és Szülészeti Szövetség) rendszere szerint történik, amelyhez az információk a sebészeti beavatkozások során kapott megfigyelésekből és adatokból származnak. A sebészeti beavatkozás lehet teljes, hasüreg felőli méheltávolítás (hysterectomia), általában mindkét petefészek, a méhkürtök és a cseplesz eltávolítása, a kismedencei hashártyaüreg átmosása vizsgálatra alkalmas sejtek kinyeréséhez. Az AJCC "American Joint Committee on Cancer" (Amerikai Rákos Betegségeket Vizsgáló Albizottság) "AJCC Cancer Staging Manual"-jára (Az AJCC Rákok Stádiumbeosztási Kézikönyve) alapozott stádiumbeosztása megegyezik a FIGO stádiumbeosztással. Az AJCC stádiumbeosztási rendszere leírja az elsődleges (primer) tumor (T) méretét, az áttétek hiányát vagy meglétét a szomszédos nyirokcsomókban (N) és a távoli áttétek (metastasis) (M) hiányát vagy meglétét.
- I. stádium – az egyik vagy mindkét oldali petefészekre korlátozódik
  - IA – az egyik petefészekre terjed ki; a tok ép; nincs tumor a petefészek felszínén; nincsenek malignus sejtek a hashártyaüregi folyadékban vagy az öblítéssel nyert folyadékban
  - IB – mindkét oldali petefészekre ráterjed; a tok ép; nincs tumor a petefészek felszínén; nincsenek malignus sejtek a hashártyaüregi folyadékban vagy az öblítéssel nyert folyadékban
  - IC – az ovariumokra korlátozódó tumornál a következők közül valamelyik jelen van: a tok megrepedt, daganatsejtek a petefészek felszínén, tumorsejtek a mosófolyadékban
- II. stádium – ráterjed a kismedencére vagy kisebb különálló áttéteket képez azon
  - IIA – ráterjed az anyaméhre vagy a méhkürtökre vagy kisebb különálló áttéteket képez azokon, a mosófolyadékban nincsenek tumorsejtek
  - IIB – ráterjed a kismedence más képződményeire vagy kisebb különálló áttéteket képez azokon, a mosófolyadékban nincsenek tumorsejtek
  - IIC – ráterjed a kismedence más képződményeire vagy kisebb különálló áttéteket képez azokon, a mosófolyadékban tumorsejtek vannak
- III. stádium – mikroszkopikus áttétek a kismedencén kívüli hashártyaterületeken; vagy megmarad a kismedencében, de ráterjed a vékonybélre vagy a csepleszre (omentum)
  - IIIA – mikroszkópikus hashártyaáttétek a kismedencén kívül
  - IIIB – 2 cm-nél kisebb méretű makroszkopikus áttétek a medencén kívüli hashártyán
  - IIIC – 2 cm-nél nagyobb méretű makroszkopikus áttétek a medencén kívüli hashártyán, vagy nyirokcsomóáttétek
- IV. stádium – távoli áttétek a májban vagy a hashártyaüregen kívül

A főverőér menti (para-aortikus) nyirokcsomók áttétei tájéki nyirokcsomó-áttéteknek tekintendők (IIIC stádium). Mivel csupán egy para-aortikus nyirokcsomó van közbeiktatva a mellvezeték (ductus thoracicus) előtt a test jobb oldalán, a petefészekrák gyorsan képezhet áttéteket olyan távoli szervekben is, mint a tüdők.
Az AJCC/TNM stádiumbeosztás a petefészekráknak három kategóriáját foglalja magába, nevezetesen a T, az N és az M kategóriákat. A T kategória három másik alkategóriát tartalmaz, a T1, T2 és T3 alkategóriákat, amelyek aszerint vannak besorolva, hogy a tumor hol fejlődött ki (egyik vagy mindkét petefészekben, a petefészek belsejében vagy a petefészken kívül). A petefészekrák T1 kategóriája azokat a petefészek-daganatokat írja le, amelyek a petefészekre korlátozódnak, és azok közül egyet vagy mindkettőt érintik. A T1a alkategóriát arra a rákos stádiumra alkalmazzák, amelyeknél a rákos daganat csak az egyik oldali petefészket érinti, a tokot épen hagyja, és nem mutatható ki a kismedencei folyadékból. Az olyan rák, amely nem szűri be a tokot, csak a petefészek állományában található és rákos sejtek nincsenek a kismedencei folyadékban, de mindkét oldali petefészket érinti a T1b alkategóriába sorolandó. A T1c kategória egy olyan tumort jelent, amely egyik vagy mindkét oldali petefészket érintheti, és amely áttör a petefészek (petefészkek) (ovarium) tokján, és a rákos sejtek megtalálhatók a kismedencei hashártyai folyadékban. A T2 a rák egy előrehaladottabb stádiuma. Ebben az esetben az egyik vagy mindkét petefészekből kiinduló daganat ráterjed az anyaméhre (uterus) és egyik, vagy mindkét oldali méhkürtre (tuba uterina) vagy más kismedencei szövetekre. A T2a stádiumot az olyan rákos daganatok jellemzésére használják, amelyek az anyaméhre vagy/és a méhkürtre terjedtek rá, de a tumorsejtek nincsenek jelen a kismedencei hashártyaüregi (peritoneális) folyadékban. A T2b és a T2c olyan stádiumokat jelent, amelyek áttéteket képeztek az anyaméhen és a méhkürtön kívüli kismedencei szerveken/szöveteken, és amelyek sejtjei nem találhatók meg a kismedencéből nyert peritoneális folyadékban. A T3 stádium olyan rák megjelölésére szolgál, amely ráterjedt a hashártyára. Ez a stádium a daganatáttétek nagyságára vonatkozó jellemzőket jelent (amelyek a test más tájékain találhatók, de a petefészekrákból indultak ki). Ezek a daganatok lehetnek nagyon kis méretűek, amelyek csak mikroszkóp alatt láthatók (T3a), szabad szemmel láthatók, de nem nagyobbak 2 cm-nél (T3b), valamint nagyobbak, mint 2 cm (T3c).
Ez a stádiumbeosztási rendszer szintén N-kategóriákat használ azoknak a rákoknak a jellemzésére, amelyek túljutottak (vagy nem) a közeli nyirokcsomókon. Csak két N kategória van: az N0, amely azt jelzi, hogy a rákos sejtek nem érték el a közeli nyirokcsomókat, és az N1, amely azt jelzi, hogy a daganat közeli nyirokcsomók érintettek.
Az M kategóriák az AJCC/TNM rendszerben arról adnak információt, hogy a petefészekrák hova adott áttétet a távoli szervekbe, mint például a májba és a tüdőkbe. Az M0 azt mutatja, hogy a petefészekrák nem adott áttéteket a távoli szervekbe, míg az M1 kategória azt jelenti, hogy a rák szétterjedt a szervezet különböző szerveiben. Az M kategóriák az AJCC/TNM stádiumbeosztási rendszerben szintén tartalmaznak Tx és Nx alkategóriákat, ami arra utal, hogy egy daganat kiterjedése nem írható le pontosan, mivel az adatok nem elégségesek annak leírásához, hogy a nyirokcsomók milyen mértékben érintettek.
A petefészekrák stádiumbeosztása a TNM kategóriák kombinációjával a következőképpen történik:
- I. stádium: T1+N0+M0
  - IA: T1a+N0+M0
  - IB: T1b+N0+M0
  - IC: T1c+N0+M0
- II.stádium: T2+N0+M0
  - IIA: T2a+N0+M0
  - IIB: T2b+N0+M0
  - IIC: T2c+N0+M0
- III. stádium: T3+ N0+M0
  - IIIA: T3a+ N0+M0
  - IIIB: T3b+ N0+M0
  - IIIC: T3c+ N0+M0 vagy bármelyik T+N1+M0
- IV. stádium: bármelyik T+ bármelyik N+M1

A petefészekrákot – hasonlóan más ráktípusokhoz – a stádiumbeosztáson kívül fokozatokba is sorolják. A kórszövettani fokozat azt jelzi, hogy milyen a rosszindulatú tumoros sejtek mikroszkópos kinézete. Négy fokozatot különböztetnek meg, amelyek azt mutatják, hogy milyen a valószínűsége a daganat továbbterjedésének. A magasabb fokozat nagyobb továbbterjedési valószínűséget jelent. A 0-s fokozat a nem invazív (nem tovaterjedő) daganatokat jelenti, de a 0-s fokozatot használják a határesetei tumorokra is. Az 1-es fokozatú tumorok olyan sejtekből állnak, amelyek jól differenciáltak (nagyon hasonlítanak a normál szövetekre), ezek a legjobb prognózisúak. A 2-es fokozatú daganatok szintén mérsékelten jól differenciáltak, és a normál szövetekre hasonlító sejtekből állnak. A 3-as fokozatú daganatok prognózisa a legrosszabb, sejtjeik abnormálisak, nagyon kevéssé differenciáltak.

## Epidemiológia

A petefészekrák elterjedése térképen. A petefészekrák miatt elhunytak száma lakosból, életkorra standardizáltan, 2004-ben.
nincs adat
kevesebb mint 0,6
0,6-1,2
1,2-1,8
1,8-2,4
2,4-3
3-3,6
3,6-4,2
4,2-4,8
4,8-5,4
5,4-6
6-7
több mint 7

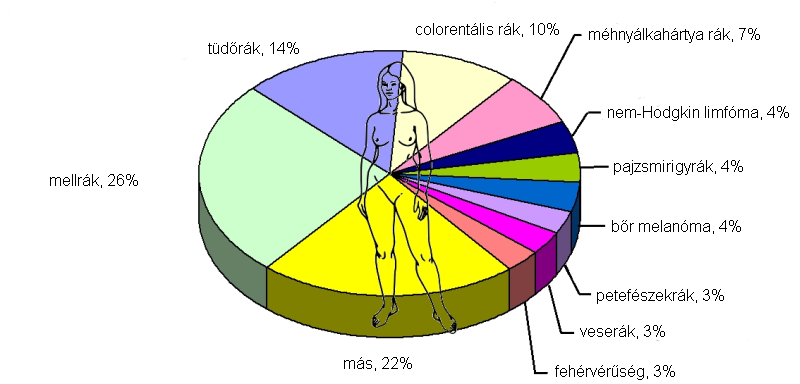
A rák előfordulása nőknél az Egyesült Államokban. A mellrák világoszöld színnel jelölve a bal oldalon.

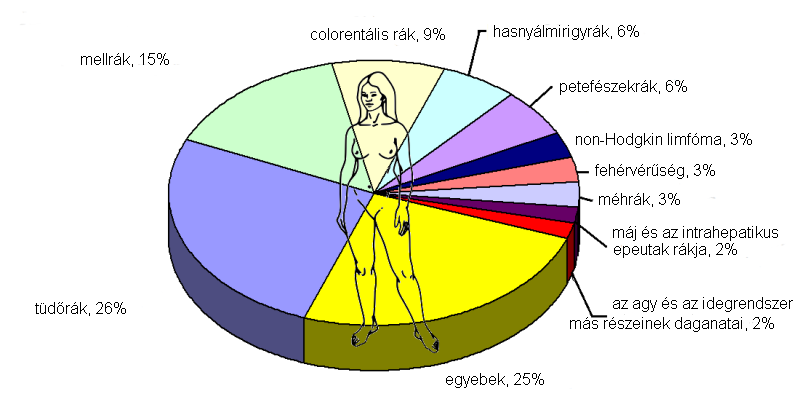
Mortalitás szerint

A betegség általánosabb az iparilag fejlett nemzeteknél, kivéve Japánt. Az Egyesült Államokban a nők 1,4–2,5%-ának (40–60 közül egynek) van esélye arra, hogy élete folyamán petefészekrák alakuljon ki nála. Az idősebb nőknél a kockázat nagyobb. A petefészekrák okozta elhalálozások több mint fele az 55 és 74 éves életkor közötti nőknél következik be, és mintegy negyede a 35 és 54 éves életkorok között.
Az Egyesült Államokban a statisztikák szerint 2010-ben 21 880 új esetet diagnosztizáltak, és 13 850 nő halt meg petefészekrákban. A kockázat az életkorral nő, a terhességek számának növekedésével viszont csökken. Az életkori kockázat 1,6% körül van, de azoknál a nőknél, akiknél közvetlen rokonok érintettek, ez az arány 5%-os. Azoknál a nőknél, akiknél a BRCA1 vagy a BRCA2 gének estek át mutáción, a kockázat 25% és 60% között van, attól függően, hogy a mutáció mennyire volt specifikus.
A petefészekrák gyakoriságban a második a nők között (70 közül egy nőt érint), ugyanakkor ez a vezető halálok a nőgyógyászati rákok közül, és a leginkább halálos kimenetelű (az összes nő 1%-a ebben hal meg). A nők rák okozta halálozásában ez az ötödik leggyakoribb halálok, a statisztikák szerint 15 000 elhalálozást okozott 2008-ban. Az incidencia magasabb a fejlett országokban. 2004 és 2008 között a petefészekrák diagnózis életkori eloszlásának mediánja a 63 éves korra esett. Az életkorra korrigált incidencia ráta 12,8 volt, 100 000 nőre, egy évre számítva. Ezek az adatok 17, SEER szerinti földrajzi egységben megállapított diagnózisokra alapultak.

## Szűrés
A nők rutinszerű szűrését petefészekrákra egyik szakmai egyesület sem javasolja. Ezekhez tartozik az „U.S. Preventive Services Task Force” (Egyesült Államok Prevenciós Köteléke), az „American Cancer Society” (Amerikai Rákellenes Egyesület), az „American College of Obstetricians and Gynecologists” (Szülészek és Nőgyógyászok Amerikai Kollégiuma) és a „National Comprehensive Cancer Network” (Nemzeti Átfogó Rákbetegségeket Felügyelő Hálózat). Ez amiatt van, hogy semmilyen kutatási eredmény nem mutatta azt, hogy jobb lett volna a túlélés a szűrt nőkön. Bármilyen rákféleség szűrésének pontosnak és megbízhatónak kell lennie. Szükséges követelmény, hogy pontosan kimutassa a betegséget, és nem szabad, hogy hamis pozitív eredményeket adjon azoknál az egyéneknél, akiknél nincs rákos elváltozás. Eddig a petefészekrák szűrésének olyan technikája még nincs, amelyről kimutatható lett volna, hogy megfelel ezeknek a kritériumoknak. Mindamellett egyes országokban, mint például az Egyesült Királyságban, az olyan nőknek, akiknél valószínűsíthető a petefészekrák magasabb kockázata (mert például kimutatható családjukban a betegség halmozódása), orvosaik ajánlhatják az egyéni szűrővizsgálatot, ugyanakkor ez a vizsgálat nem tudja biztosan kimutatni a betegséget korai stádiumban.
A kutatók keresik a petefészekrák szűrésének különböző módjait. A szűrő tesztvizsgálatok, amelyek potenciálisan használhatók lehetnek önmagukban vagy kombinációkban, a rutinszerű szűrésre jelenleg a CA–125 fehérje-markert és a hüvelyen keresztüli (transzvaginális) ultrahangos vizsgálatokat foglalják magukba. Az orvosok megmérhetik a CA–125 fehérje szintjét a nők vérében, és annak magas szintje utalhat petefészekrákra, de nem minden esetben. Emellett nem minden petefészekrákban szenvedő nőnél emelkedik meg a CA–125 szintje. A transzvaginális ultrahang a petefészkek ultrahangos vizsgálatát jelenti a hüvely belseje felől, ami tisztább képet ad a hasi ultrahangnál. Az Egyesült Királyságban petefészekrák-szűrésre irányuló kollaborációs vizsgálati programban tesztelnek egy eljárást, ami a CA–125 vérteszt és a transzvaginális ultrahang kombinációján alapul. A szűrés célja a petefészekrák diagnózisa korai stádiumban, amikor nagyobb a valószínűsége a sikeres kezelésnek. Ugyanakkor a betegség kifejlődése nem teljesen ismert, és vannak olyan vélemények, hogy a petefészekrák korai stádiumaiból nem mindig alakulnak ki késői stádiumú kórképek. Minden szűrési módszernek vannak kockázatai és előnyei, amelyeket gondosan mérlegelni kell, és az egészségügyi szerveknek ezeket ki kell értékelniük, mielőtt bármilyen petefészekrák-szűrővizsgálatot bevezetnének. A petefészekrák szűrésének az volna a célja, hogy a betegséget már az I. stádiumban felismerjék.
Számos nagy léptékű vizsgálat van folyamatban, de még egyik sem talált valóban hatékony eljárást. 2009-ben azonban az Egyesült Királyság Petefészekrák-szűrésre Irányuló Együttműködéses Vizsgálati Programjának (UKCTOCS) korai eredményei kimutatták, hogy az évenkénti CA–125 tesztek kombinálása az ultrahangos képalkotással segített a betegségnek korai stádiumban történő diagnosztizálásában.
Ugyanakkor még nem világos, hogy ez a megközelítés jelenleg már segít-e életek megmentésében, mivel az egész vizsgálati sorozat anyaga csak 2015-ben kerül majd publikálásra.

## Kezelés

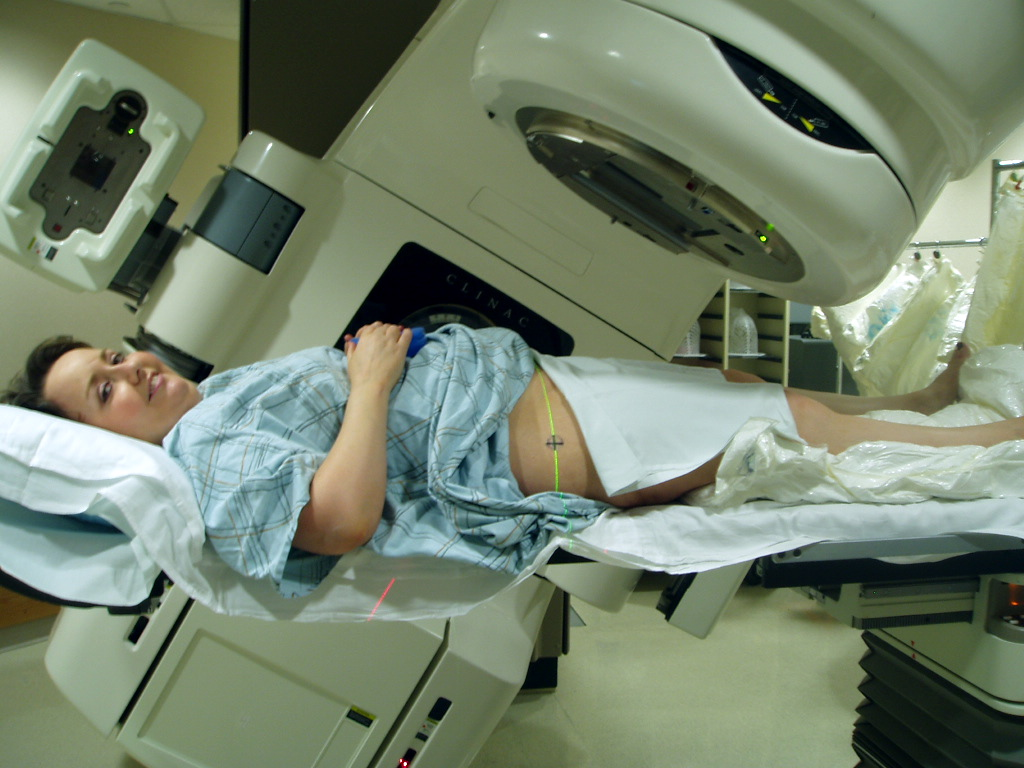
kismedence sugárkezelése. Lézereket és képlékeny anyagot helyeztek el a lábak alá, hogy beállíthassák a pontos elhelyezkedést.

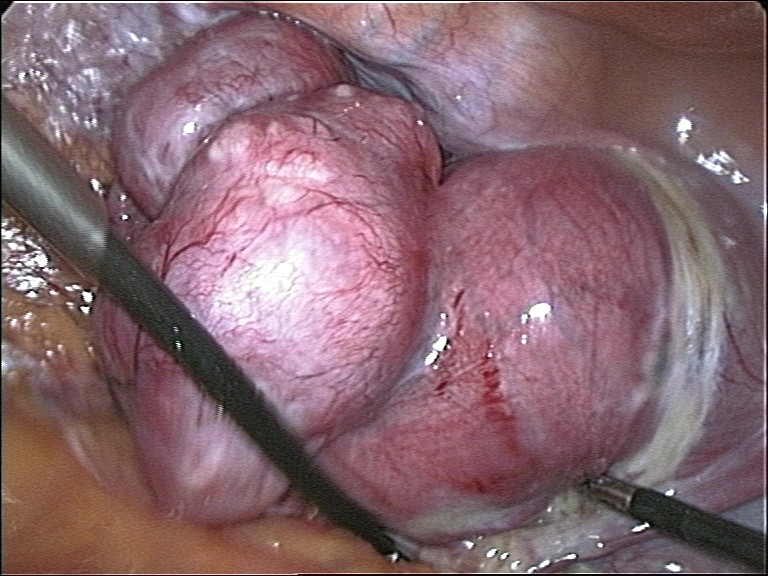
Az uterus teljes eltávolítása egy totális laparoszkópiás hiszterektómia során

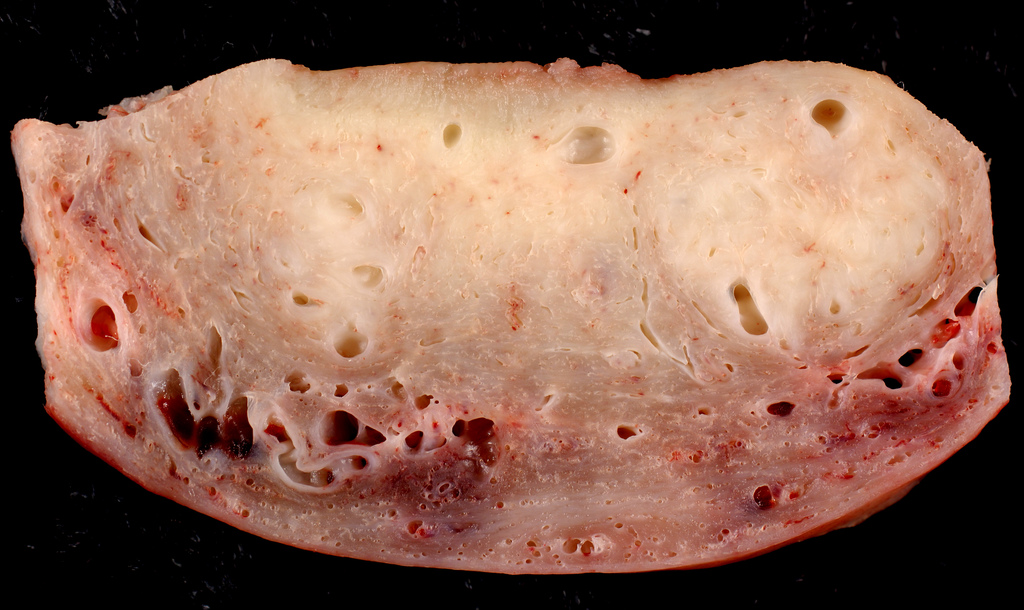
Adenomyosis, hiszterektómiás anyagminta. Egy 30 éves nőből származó hiszterektómiás anyagminta falának keresztmetszete

A kezelésben általában kemoterápiát és műtéti eljárást, valamint esetenként sugárkezelést alkalmaznak.
A sebészeti kezelés elegendő lehet azoknál a rosszindulatú daganatoknál, amelyek jól differenciáltak és csak a petefészke korlátozódnak. A petefészekre korlátozódó, de agresszívabb daganatok esetében kiegészítő kemoterápiára van szükség. A betegség előrehaladottabb stádiumaiban szenvedő betegeknél a kombinált sebészeti beavatkozás és a kombinált kemoterápiás kezelés együttese a standard. A határeseti (borderline) daganatok, még ha továbbterjedtek is a petefészekről, sebészeti beavatkozással jól kezelhetőek, és a kemoterápia nem látszik szükségesnek.
A sebészeti beavatkozás az előnyben részesített kezelés, és gyakran szükség van a műtét során kinyert szövetmintára is a kórszövettani úton megállapítható pontos differenciáldiagnózis érdekében. A nőgyógyászati onkológus specialisták által végzett műtétek általában jobb eredményekhez vezetnek. A jobb túlélési eredményeket annak tulajdonítják, hogy a nőgyógyászati onkológus pontosabban tudja meghatározni a kórkép stádiumát, emellett sokkal radikálisabban tudja kimetszeni a daganatos szövetet, mint az erre nem specializált nőgyógyász, vagy az általános sebész.
A sebészeti beavatkozás típusa attól függ, hogy milyen kiterjedésű a rák a diagnosztizálásakor (stádium), valamint, hogy milyen a rák feltételezett típusa és fokozata. A sebész eltávolíthatja csak az egyik oldali (unilateralis oophorectomia), vagy mindkét oldali (bilateralis oophorectomia) petefészket, a méhkürtöket (salpingectomia) és a méhet (hysterectomia). Bizonyos nagyon korai daganatoknál (I. stádium, alacsony fokozatú vagy alacsony kockázatú elváltozás), csak az érintett petefészket és méhkürtöt távolítják el. Ez az „unilaterális (egyoldali) salpingo-oophorectomia”, USO), különös jelentősége van fiatal nőknél, akik meg kívánják őrizni termékenységüket.
Előrehaladott rosszindulatú daganatoknál, amelyeknél a teljes eltávolítás már nem végezhető el, olyan sok tumorszövetet kell eltávolítani, amennyit csak lehetséges (en: „debulking surgery”). Azokban az esetekben, amelyekben ez a sebészeti beavatkozási típus sikeres (azaz 1 cm-nél kisebb átmérőjű daganat marad vissza „optimal debulking”; optimális daganatszövet-mennyiség csökkentés), a prognózis javul azokhoz a páciensekhez képest, akiknél nagy daganat-szövetmennyiség (azaz >1 cm átmérő) marad vissza. A minimálisan invazív (károsító, megterhelő) sebészeti technikák elősegítik a nagyon nagy méretű (nagyobb mint 10 cm) daganatok eltávolítását is, kevesebb sebészeti kockázat mellett.
A kemoterápia évtizedeken keresztül általános standard volt a petefészekrákoknál, bár nagyon változó protokollokkal (kezelési sémákkal).
A kemoterápiát ma a műtétek után használják a visszamaradt részekre, ha megfelelő. Ez függ a tumor kórszövettani típusától; egyes tumorok (különösen a teratómák) nem érzékenyek a kemoterápiára. Egyes esetekben indokolt a kemoterápiát a sebészeti beavatkozás előtt alkalmazni.
Azoknál a IIIC stádiumú epitheliális petefészek adenocarcinómás pácienseknél, akiknél eredményes optimális daganatszövet-tömeg eltávolítást végeztek, újabb klinikai vizsgálatok kimutatták, hogy a medián túlélési idő szignifikánsan hosszabb, mint azoknál, akik hashártya-üregi „intraperitoneális” (IP) kemoterápiában részesültek.
Ebben a klinikai vizsgálatban a páciensek kevésbé kedvelték az IP kemoterápiát, és a pácienseknek kevesebb, mint a fele kapta meg az IP kemoterápia mind a hat ciklusát. A magas arányú „kiesés” ellenére az egész csoport (azokat is beleértve, akik nem kapták meg a teljes kemoterápiás kezelést) hosszabb túlélést értek el átlagban, mint azok a páciensek, akik csak intravénás kemoterápiában részesültek. Néhány szakember úgy véli, hogy az IP kemoterápia toxicitásával és egyéb komplikációival nem kell számolni a javított, kifejlesztés alatt álló IV típusú hatóanyagoknál.
A sugárterápia nem hatásos az előrehaladott stádiumokban, mivel életfontos szervek vannak a sugár útjában, így nagy sugáradagokat nem lehet biztonságosan alkalmazni. A sugárterápiát többnyire nem is használják ezekben a stádiumokban, mivel a sugár útjába kerülő életfontos szervek súlyosan károsodnak az ilyen petefészekrák-kezelési eljárás során.

## Kórjóslat, prognózis
A petefészekrák kórjóslata általában kedvezőtlen. Aránytalanul sok esetben halálos kimenetelű, mert nincs bármiféle korai szűrési eljárása, ami azt jelenti, hogy az esetek többsége akkor kerül felismerésre, amikor már elérte az előrehaladott stádiumokat. A petefészekrákkal jelentkező nők több mint 60%-a már a rák III vagy IV stádiumában van, ekkorra a rosszindulatú tumor már kirajzott a petefészekből. A petefészekrákokból sejtek válnak le a hasüregben normálisan meglévő folyadékba. Ezek a sejtek beágyazódnak más hasi (hashártyai) képletekbe, így a méhbe, a húgyhólyagba, a bélbe és a beleket elülről kötényszerűen fedő hashártyakettőzetbe, a nagycsepleszbe (omentum majus), ezzel új daganatok kiindulási helyeit teremtik meg, még mielőtt a petefészekrákot egyáltalán gyanítanák.
A petefészekrák a második leggyakoribb nőgyógyászati rák, és a leginkább halálos kimenetelű az abszolút képet tekintve, 2010-ben közel 14 000 elhalálozást okozott az Egyesült Államokban. Míg az átlagos  ötéves  túlélési idő minden ráktípusnál szignifikánsan javult: a 2001-es egész populációra számított (68%-os arány az 1970-es évek 50%-os arányával szemben), addig a petefészekráké alig változott: 47% túlélési arány az 1970-es évek 38%-ához képest.

### Komplikációk
- A rák ráterjedése más szervekre
- A különböző szervek fokozatos funkcióromlása
- Ascites (folyadék a hasüregben)
- A belek átjárhatóságának csökkenése/bélelzáródások

### Diaképek
[url=http://www.medicinenet.com/ovarian_cancer_pictures_slideshow/article.htm]

## Állatokban
Petefészek-daganatokról beszámoltak háromévesnél öregebb kancákon. A talált daganatok típus szerint teratómák,
cystadenocarcinomák és leginkább granulosa sejt tumorok voltak.

## Fordítás
Ez a szócikk részben vagy egészben  az   Ovarian cancer című angol Wikipédia-szócikk ezen változatának fordításán alapul.  Az eredeti cikk szerkesztőit annak laptörténete sorolja fel. Ez a jelzés csupán a megfogalmazás eredetét és a szerzői jogokat jelzi, nem szolgál a cikkben szereplő információk forrásmegjelöléseként.